# Velika nagrada Singapurja
Velika nagrada Singapurja je dirka svetovnega prvenstva Formule 1, ki poteka na cestnem dirkališču Marina Bay Street Circuit od sezone 2008. Redno se je odvijala do sezone 2019, preden je zaradi pandemije koronavirusa v naslednjih dveh sezonah ni bilo. V sezoni 2022 je potekala prvič po treh letih.
Prvotna dirka z imenom Velika nagrada Singapurja se je odvijala med letoma 1966 in 1973 na dirkališču Thomson Road, takrat pod pravili Formule Libre oziroma Avstralske Formule 2.
Dirka Formule 1 za Veliko nagrado Singapurja na dirkališču Marina Bay Street Circuit je že od premiere leta 2008 potekala ponoči pod reflektorji ter je bila sploh prva tovrstna dirka v zgodovini Formule 1. Navadno je na sporedu konec septembra ter se začne ob 20. uri po krajevnem času, kar je ob 14. uri po srednjeevropskem poletnem času.

## Zmagovalci
Roza ozadje označuje dirke, ki niso štele za prvenstvo Formule 1.
| Leto | Dirkač           | Konstruktor          | Dirkališče                | Poročilo |
| ---- | ---------------- | -------------------- | ------------------------- | -------- |
| 2024 | Lando Norris     | McLaren-Mercedes     | Marina Bay Street Circuit | Poročilo |
| 2023 | Carlos Sainz Jr. | Ferrari              | Marina Bay Street Circuit | Poročilo |
| 2022 | Sergio Pérez     | Red Bull Racing-RBPT | Marina Bay Street Circuit | Poročilo |
| 2019 | Sebastian Vettel | Ferrari              | Marina Bay Street Circuit | Poročilo |
| 2018 | Lewis Hamilton   | Mercedes             | Marina Bay Street Circuit | Poročilo |
| 2017 | Lewis Hamilton   | Mercedes             | Marina Bay Street Circuit | Poročilo |
| 2016 | Nico Rosberg     | Mercedes             | Marina Bay Street Circuit | Poročilo |
| 2015 | Sebastian Vettel | Ferrari              | Marina Bay Street Circuit | Poročilo |
| 2014 | Lewis Hamilton   | Mercedes             | Marina Bay Street Circuit | Poročilo |
| 2013 | Sebastian Vettel | Red Bull-Renault     | Marina Bay Street Circuit | Poročilo |
| 2012 | Sebastian Vettel | Red Bull-Renault     | Marina Bay Street Circuit | Poročilo |
| 2011 | Sebastian Vettel | Red Bull-Renault     | Marina Bay Street Circuit | Poročilo |
| 2010 | Fernando Alonso  | Ferrari              | Marina Bay Street Circuit | Poročilo |
| 2009 | Lewis Hamilton   | McLaren-Mercedes     | Marina Bay Street Circuit | Poročilo |
| 2008 | Fernando Alonso  | Renault              | Marina Bay Street Circuit | Poročilo |
| 1973 | Vern Schuppan    | March-Ford           | Thomson Road              | Poročilo |
| 1972 | Max Stewart      | Mildren-Waggott      | Thomson Road              | Poročilo |
| 1971 | Graeme Lawrence  | Brabham-Ford         | Thomson Road              | Poročilo |
| 1970 | Graeme Lawrence  | Ferrari              | Thomson Road              | Poročilo |
| 1969 | Graeme Lawrence  | McLaren-Ford         | Thomson Road              | Poročilo |
| 1968 | Garrie Cooper    | Elfin-Ford           | Thomson Road              | Poročilo |
| 1967 | Rodney Seow      | Merlyn-Ford          | Thomson Road              | Poročilo |
| 1966 | Lee Han Seng     | Lotus-Ford           | Thomson Road              | Poročilo |